# Сборная Мадагаскара по регби
Сборная Мадагаскара по регби представляет Мадагаскар в матчах и соревнованиях по регби-15 высшего уровня. Мадагаскар — одна из тех африканских стран, в которых регби весьма популярно, но национальная команда всё ещё не участвовала в финальной стадии чемпионатов мира. Сборная ежегодно участвует в кубке Африки, и в сезоне 2007 года регбисты заняли второе место, пропустив вперёд Уганду.
В розыгрыше кубка Африки 2012 года сборная Мадагаскара преподнесла сюрприз: островитяне обыграли достаточно сильную по меркам турнира команду Намибии со счётом 57:54 в матче группы 1B. Победа позволила сборной подняться сразу на четырнадцать позиций в Мировом рейтинге Международного совета регби. По состоянию на 9 сентября 2019 года Мадагаскар занимает 51-е место.

## История
Первый матч сборной состоялся в 1970 году, команда встретилась с итальянцами и проиграла с некрупным счётом 9:17. Вторая игра против сборной Италии также завершилась победой европейцев с небольшим перевесом (9:6). Мадагаскар одержал первую победу на международной арене в 1987 году. Тогда регбисты обыграли Кению (22:16).
В 2001 году сборная начала первую кампанию за право сыграть в финальной части чемпионата мира. Игроки Мадагаскара начали выступления в группе B, где сыграли с Ботсваной и Свазилендом. Островитяне выиграли обе встречи и пробились в следующий раунд. Там команда обыграла Кению и Камерун, что позволило мадагаскарцам пройти в третий раунд отборочного турнира. Третья ступень оказалась для команды непреодолимым препятствием: регбисты проиграли как Намибии, так и Зимбабве.
Сборная приняла участие и в следующем отборочном цикле. На этот раз команда стартовала со второго раунда и попала в группу 1B вместе с Кенией и Угандой. С кенийцами Мадагаскар сыграл вничью, но Уганде уступил и, заняв последнее, третье место покинул розыгрыш. В 2005 и 2007 годах команда выходила в финал кубка Африки, где уступала сопернику. В сезоне—2006 сборная дошла до полуфинала.
Команда до сих пор не классифицировалась на чемпионат мира.

## Результаты
| Соперник       | Игры | Победы | Ничьи | Поражения | %      | Очки + | Очки - | Разница |
| -------------- | ---- | ------ | ----- | --------- | ------ | ------ | ------ | ------- |
| Ботсвана       | 2    | 2      | 0     | 0         | 100.00 | 76     | 26     | +50     |
| Камбоджа       | 1    | 1      | 0     | 0         | 100.00 | 30     | 24     | +6      |
| Италия         | 2    | 0      | 2     | 0         | 0.00   | 15     | 26     | -11     |
| Кот-д’Ивуар    | 2    | 2      | 0     | 0         | 100.00 | 62     | 35     | +27     |
| Кения          | 3    | 2      | 1     | 0         | 83.33  | 73     | 60     | +13     |
| Марокко        | 3    | 1      | 2     | 0         | 33.33  | 77     | 133    | -56     |
| Намибия        | 3    | 1      | 2     | 0         | 33.33  | 74     | 221    | -147    |
| Реюньон        | 2    | 1      | 1     | 0         | 50.00  | 45     | 60     | -15     |
| ЮАР (любители) | 3    | 2      | 1     | 0         | 66.66  | 60     | 79     | -19     |
| Свазиленд      | 1    | 1      | 0     | 0         | 100.00 | 26     | 21     | +5      |
| Уганда         | 6    | 1      | 5     | 0         | 16.66  | 125    | 204    | -79     |
| Замбия         | 2    | 2      | 0     | 0         | 100.00 | 72     | 31     | +41     |
| Зимбабве       | 7    | 2      | 5     | 0         | 28.57  | 115    | 273    | -158    |
| Всего          | 37   | 18     | 18    | 1         | 50.00  | 850    | 1193   | -343    |

### Чемпионаты мира
| Чемпионат мира | Чемпионат мира  | Чемпионат мира  | Чемпионат мира  | Чемпионат мира  | Чемпионат мира  | Чемпионат мира  | Чемпионат мира  |                | Квалификационный турнир | Квалификационный турнир | Квалификационный турнир | Квалификационный турнир | Квалификационный турнир | Квалификационный турнир |
| Год            | Раунд           | М               | В               | Н               | П               | О+              | О-              | М              | В                       | Н                       | П                       | О+                      | О-                      |                         |
| -------------- | --------------- | --------------- | --------------- | --------------- | --------------- | --------------- | --------------- | -------------- | ----------------------- | ----------------------- | ----------------------- | ----------------------- | ----------------------- | ----------------------- |
| 1987           | не приглашены   | не приглашены   | не приглашены   | не приглашены   | не приглашены   | не приглашены   | не приглашены   | -              | -                       | -                       | -                       | -                       | -                       |                         |
| 1991           | не участвовали  | не участвовали  | не участвовали  | не участвовали  | не участвовали  | не участвовали  | не участвовали  | не участвовали | не участвовали          | не участвовали          | не участвовали          | не участвовали          | не участвовали          |                         |
| 1995           | не участвовали  | не участвовали  | не участвовали  | не участвовали  | не участвовали  | не участвовали  | не участвовали  | не участвовали | не участвовали          | не участвовали          | не участвовали          | не участвовали          | не участвовали          |                         |
| 1999           | не участвовали  | не участвовали  | не участвовали  | не участвовали  | не участвовали  | не участвовали  | не участвовали  | не участвовали | не участвовали          | не участвовали          | не участвовали          | не участвовали          | не участвовали          |                         |
| 2003           | не прошли отбор | не прошли отбор | не прошли отбор | не прошли отбор | не прошли отбор | не прошли отбор | не прошли отбор | 6              | 4                       | 0                       | 2                       | 117                     | 240                     |                         |
| 2007           | не прошли отбор | не прошли отбор | не прошли отбор | не прошли отбор | не прошли отбор | не прошли отбор | не прошли отбор | 2              | 0                       | 1                       | 1                       | 38                      | 42                      |                         |
| 2011           | не прошли отбор | не прошли отбор | не прошли отбор | не прошли отбор | не прошли отбор | не прошли отбор | не прошли отбор | 2              | 1                       | 0                       | 1                       | 67                      | 47                      |                         |
| 2015           | не прошли отбор | не прошли отбор | не прошли отбор | не прошли отбор | не прошли отбор | не прошли отбор | не прошли отбор | 7              | 3                       | 0                       | 4                       | 190                     | 332                     |                         |
| 2019           | не прошли отбор | не прошли отбор | не прошли отбор | не прошли отбор | не прошли отбор | не прошли отбор | не прошли отбор | 3              | 1                       | 0                       | 2                       | 81                      | 102                     |                         |
| Всего          | 0/5             | -               | -               | -               | -               | -               | -               | 20             | 9                       | 1                       | 10                      | 493                     | 763                     |                         |